# رنگینک رنگین
رنگینک رنگین (نام علمی: Machaeropterus eckelberryi) نام یک گونه از سرده رنگینک‌های بال‌شمشیری است.